# Frankenstein (Saxe)
Pour les articles homonymes, voir Frankenstein.
Frankenstein est une ancienne commune de Saxe (Allemagne), située dans l'arrondissement de Saxe centrale, dans le district de Chemnitz. Avec effet au 1er janvier 2012, elle est rattachée à la ville d'Oederan.